# José Augustin de Llano
Pour les articles homonymes, voir Llano et Quadra.
José Augustin Llano y la Quadra (né à San Julian de Muskiz au Pays basque le 5 octobre 1722, mort à Vienne le 13 mars 1794) est un homme politique et diplomate espagnol.

## Biographie
José Augustin est le fils de Simon de Llano et le neveu de Sebastián de la Cuadra y Llerena, 1er marquis de Villarias. Il est fait chevalier de l'Ordre militaire de Santiago en 1741.
José Augustin devient premier ministre du duché de Parme de 1771 à 1772 et il est nommé marquis de Llano, le 23 avril 1772, par le roi Charles III d'Espagne. Il devient ambassadeur d'Espagne à la cour de Vienne au cours des années 1786 à 1794.
Le 31 mars 1765, il a épousé Maria Isabel Parreño Arce y Valdés.

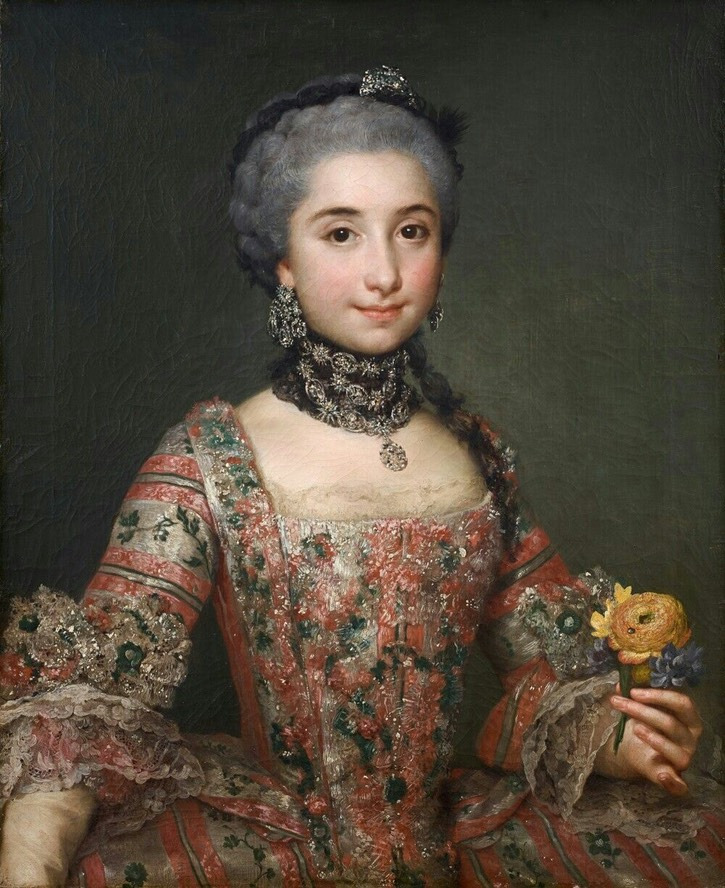
Isabel Parreño, marquise de Llano, épouse de José Agustin de Llano y la Quadra. Portrait par Mengs (1763).

## Sources
- (pl) Cet article est partiellement ou en totalité issu de l’article de Wikipédia en polonais intitulé « José Augustin Llano y de la Quadra » (voir la liste des auteurs).